# Monolepta trivialis
Monolepta trivialis là một loài bọ cánh cứng trong họ Chrysomelidae. Loài này được Gerstaecker miêu tả khoa học năm 1855.